# الحرية الدينية في أرمينيا
ينص الدستور الأرميني بصيغته المعدلة في شهر ديسمبر/ كانون الأول من عام 2005 على الحرية الدينية في البلاد، إلا أنه يفرض بعض القيود على حرية الأقليات الدينية، ولا سيما فيما يتعلق بحرية ممارسة طقوسهم الدينية. تتمتع الكنيسة الأرمنية (الرسولية) –التي تعتبر بشكلٍ رسمي وقانوني كنيسة وطنية في البلاد– ببعض الامتيازات الإضافية بالمقارنة مع الجماعات الدينية الأخرى. 
أفادت بعض المذاهب الدينية في أرمينيا بتعرضها للتمييز من قبل المسؤولين الحكوميين من المستويين المتوسط أو المنخفض بشكل متقطع، إلا أنهم وجدوا تعاملاً سمحًا عند المسؤولين رفيعي المستوى. أفاد شهود يهوه بحكم بعض القضاة على الأفراد المتهربين من الخدمة العسكرية البديلة المنتمين لطائفتهم بالسجن لفترات أطول عند المقارنة بما كانت عليه في الماضي، بالرغم من أن مدة العقوبة الجديدة لا تزال ضمن نطاق الفترة التي يسمح بها القانون. كانت المواقف الاجتماعية تجاه بعض مجموعات الأقليات الدينية في أرمينيا متناقضة، ووردت بعض التقارير عن التمييز الاجتماعي الموجه ضد الأفراد المنتمين لهذه الجماعات.

## الديموغرافيا الدينية
تبلغ مساحة أرمينيا 11500 ميل مربع (30 ألف كم مربع) ويبلغ عدد سكانها 3 ملايين نسمة. 98% من سكان البلاد هم من الإثنية الأرمنية، ونتيجة للسياسات المُتبعة في الحقبة السوفييتية، فإن معظم السكان عاملون في المجال الديني لكنهم غير نشطين في الكنيسة، لكن العلاقة بين العرق الأرمني والكنيسة الأرمنية قوية للغاية. ينتمي حوالي 90% من المواطنين الأرمنيين إلى الكنيسة الأرمنية، وهي طائفة مسيحية شرقية مستقلة يقع مركزها الروحي في كاتدرائية ودير اتشميادزين. يترأس كنيسة البلاد كدريج نرسيسيان (كاريكين الثاني). 
يتواجد في البلاد عدد من المجموعات الصغيرة المنتمية للجماعات الدينية الأخرى، دون وجود بيانات وإحصائيات دقيقة وموثقة عن أعدادهم، وتفاوتت التقديرات حول أعداد من يمارس الطقوس الدينية منهم بشكل كبير. يقدر عدد أتباع الكنيسة الرومانية الكاثوليكية والمخيتارية (الاتحادية الكاثوليكية الأرمنية)- بمئة وعشرين ألف تابع، فيما يقدر أتباع طائفة شهود يهوه بتسعة آلاف. تشمل المجموعات الدينية التي تشكل أقل من 5% من تعداد سكان البلاد اليزيديين، وهي جماعة ثقافية عرقية كردية يشتمل دينها على عناصر مستمدة من تعاليم الديانة الإسلامية والزرادشتية والمذهب الروحاني، إضافة إلى مسيحيي السورة غير المحددين، والكنيسة الأرمنية الإنجيلية (الطائفة المولوكية) وهي جماعة عرقية مسيحية روسية انفصلت عن الكنيسة الأرثوذكسية الروسية في القرن السابع عشر، السبتيين، وأتباع كنيسة العنصرة، واليهود، والبهائيين. ظلت نسبة متبعي الأقليات الدينية ثابتةً نسبيًا في أرمينيا، أما عدد الملحدين في البلاد فهو غير معروف على الإطلاق. 
تتركز الإيزيدية في أرمينيا في المقام الأول في المناطق الزراعية حول جبل أراغاتس الواقع شمال غرب العاصمة يريفان، فيما يتركز أتباع كنيسة الأرمن الكاثوليك بشكلٍ أساسي في المنطقة الشمالية من البلاد، في حين يعيش معظم اليهود وأتباع طائفة المورمون والبهائيين والمسيحيين الأرثوذكس في العاصنة يريفان. يوجد في يريفان أيضاً مجموعة صغيرة من أتباع الديانة الإسلامية بمن فيهم الأكراد والإيرانيين والمقيمين المؤقتين القادمين من الشرق الأوسط. 
تنشط المجموعات التبشرية الأجنبية في جميع أنحاء البلاد، إلا أن أغلب الأرمنيين يعتقدون أنها لا تتوافق مع قيمهم. 

## وضع الحرية الدينية

### الإطار السياسي والقانوني
ينص الدستور الأرميني بصيغته المعدلة في عام 2005 على حرية الدين، وعلى الحق في ممارسة المعتقد الديني أو اختياره أو تغييره. يعتبر الدستور الكنيسةَ الأرمنية «كنيسة وطنية في الحياة الروحية، مهمتها تنمية الثقافة الوطنية والحفاظ على الهوية الوطنية لشعب أرمينيا». فرض القانون الأرميني بعض القيود على الحرية الدينية للجماعات الدينية من غير أتباع الكنيسة الأرمنية، فيما ينص قانون حرية الضمير على الفصل بين الكنيسة والدولة، في الوقت الذي يمنح فيه الكنيسة الأرمنية مكانة رسمية باعتبارها الكنيسة الوطنية في أرمينيا. 
أسفرت المفاوضات الموسعة التي أجريت بين الحكومة والكنيسة الأرمنية في عام 2000 عن وضع هيكل عمل للجانبين، بهدف التفاوض للوصول إلى اتفاق، أسفرت المفاوضات في شهر مارس/ آذار من عام 2007 عن توقيع قانون يقيد من دور الكنيسة.
ينص القانون على خصوصية المُعترف- التائب، ويجعل من طقوس زواج الكنيسة ملزمة قانونيا، ويسند إلى الكنيسة والدولة مسؤولية مشتركة في الحفاظ على الكنائس التاريخية الوطنية، فيما لا يعفِ القانونُ الكنيسةَ من الضرائب ولا يؤسس لأي تمويل حكومي للكنيسة. يعترف القانون رسميًا بالدور الذي تلعبه الكنيسة الأرمنية في المجتمع، لأن معظم المواطنين الأرمنيين يرون بالكنيسة جزءًا لا يتجزأ من الهوية الوطنية والتاريخ والتراث الثقافي.
يعتبر يوم السادس من يناير/ كانون الثاني عيد ميلاد الكنيسة الأرمنية، تعطل فيه الجهات الرسمية في البلاد كل عام.
لا يفرض القانون تسجيل المنظمات غير الحكومية، بما في ذلك الجماعات الدينية، ومع ذلك، فإن المنظمات المسجلة في الدولة فقط هي التي تمتلك وضعًا قانونيا. من حق الجماعات المسجلة فقط نشر الصحف والمجلات أو استئجار أماكن لعقد الاجتماعات، أو بث برامج على شاشات التلفزيون والإذاعة، أو تقديم الرعاية الحصرية للزوار للحصول على تأشيرات الدخول إلى البلاد، على الرغم من عدم وجود حظر قانوني يمنع الأفراد من القيام بأي مما سبق. لم ترد أي تقارير عن رفض الحكومة الأرمينية لتسجيل الجماعات الدينية التي استوفت شروط التسجيل بموجب القانون. وتشمل الشروط: أن تكون المنظمة الدينية بعيدة عن «النزعة المادية وذات طابع روحي بحت»، ويجب أن تشترك المجموعة بالمصادقة على كتاب مقدس معترف به تاريخيًا." يسجل مكتب السجلات الوطني الكيانات الدينية. فيما تشرف وزارة الشؤون الدينية والأقليات القومية على الشؤون الدينية، وتقوم بدور الاستشاري في عملية التسجيل. يتوجب على المنظمة الدينية لتُسجل رسمياً في الدولة أن تضم أكثر من 200 عضو بالغ. كان عدد المنظمات الدينية المسجلة في الحكومة الأرمنية بحلول نهاية الفترة المشمولة بالتقرير 63 منظمة، بما في ذلك الفئات المستقلة المنطوية تحت طائفة معينة. 